# Бранка (Перуђа)
Бранка је насеље у Италији у округу Перуђа, региону Умбрија.
Према процени из 2011. у насељу је живело 918 становника. Насеље се налази на надморској висини од 386 м.